# Karl Anders Ekman
Karl Anders Ekman (* 30. März 1833 in Wyborg; † 1. Februar 1855 in Düsseldorf) war ein finnischer Maler.

## Leben
Ekman war der Sohn des Fredrik Joakim Ekman (1798–1872), eines Kaplans der evangelisch-lutherischen Kirche Finnlands, und dessen Frau Sofia Agata, geborene Ingman († 1876). Der Maler Robert Wilhelm Ekman war sein Onkel. Ekman studierte 1844 bis 1846 an der Stockholmer Kunstakademie, 1849 bis 1852 an der Zeichenschule des Finnischen Kunstvereins in Åbo (Turku) und 1853/54 an der Kunstakademie Kopenhagen. 1854/55 war er an der Kunstakademie Düsseldorf in der Malklasse von Theodor Hildebrandt eingeschrieben. Kontakt bestand zu dem norwegischen, in Düsseldorf niedergelassenen Maler Adolph Tidemand. 1855 war er erstmals in einer Kunstausstellung vertreten. Er erkrankte an Lungentuberkulose und verstarb, erst 21 Jahre alt, in Düsseldorf.
Arbeiten Ekmans befinden sich im Ateneum und in der Cygnaeuksen-Galerie in Helsinki sowie im Kunstmuseum Tampere. Der Katalog des Ateneums Helsinki, 1988, listet 31 Arbeiten (Aquarelle, Ölskizzen), mit Abbildungen.

## Werk (Auswahl)
- Sota veteraani kertoo, Öl auf Leinwand, 49,5 × 59,5 cm – Inneres einer Bauernstube in Norwegen: Helsinki, Ateneum (Best.-Kat. 1912, Nr. 147; Best.-Kat. 1988, Nr. 15; Abb.; erworben 1872 vom Vater des Künstlers).
- Morannal und Oihonna, Öl auf Leinwand, 25 × 18,5 cm; Entwurf 1855: Helsinki, Ateneum (Best.-Kat. 1912, Nr. 148; Best.-Kat. 1988, Nr. 16; Abb.).